# 귀들브링귀시슬라
귀들브링귀시슬라(아이슬란드어: Gullbringusýsla)는 아이슬란드의 주이다. 이 주는 쉬뒤르네스 지역에 있다.

## 지리
귀들브링귀시슬라는 북위 63.9167도, 서경 -22.25도에 있으며 평균해발고도는 236m이다. 이 지역의 면적은 1,216km2이다.

## 귀들브링귀시슬라의 도시
| 도시명                 | 해발고도      | 인구     |
| ---------------------- | ------------- | -------- |
| 아우슬라욱스타디르     | 0ft (0m)      | 89명     |
| 베사스타디르           | 6ft (1.8m)    | 11561명  |
| 브레카                 | 6ft (1.8m)    | 6279명   |
| 브륀나스타디르         | 29ft (8.8m)   | 354명    |
| 비야스케르             | 0ft (0m)      | 1427명   |
| 가르다바이르           | 36ft (10.9m)  | 6847명   |
| 가르다쾨이프툰         | 147ft (44.8m) | 13410명  |
| 게르다르               | 65ft (19.8m)  | 2415명   |
| 가르스카이이           | 65m (19.8m)   | 1958명   |
| 그림스타다홀트         | 0ft (0m)      | 12670명  |
| 그란다비크             | 0ft (0m)      | 103명    |
| 하프나르피외르뒤르     | 84ft (25.6m)  | 9499명   |
| 하프니르               | 21ft (6.4m)   | 2125명   |
| 흐뢰인                 | 0ft (0m)      | 85명     |
| 크발레이리             | 69ft (21.0m)  | 6847명   |
| 크발스네스             | 65ft (19.8m)  | 1156명   |
| 인리 니아르드비크      | 95ft {28.9m)  | 3062명   |
| 카울바티외르든         | 55ft (16.7m)  | 122명    |
| 케플라비크             | 62ft (18.8m)  | 10000명  |
| 키르퀴볼               | 0ft (0m)      | 914명    |
| 코파복스쾨이프스타뒤르 | 87ft (26.5m)  | 17306명  |
| 람바스타디르           | 0ft (0m)      | 1270명   |
| 레이캬비크             | 52ft (15.8m)  | 119848명 |
| 산드게르디             | 62ft (18.9m)  | 1958명   |
| 실뷔르툰               | 85ft (25.9m)  | 17300명  |
| 스토라바튼슬레이사     | 39ft (11.8m)  | 142명    |
| 소르쾨틀뤼스타디르     | 0ft (0m)      | 85명     |
| 우츠카울라르           | 0ft (0m)      | 1960명   |
| 보가르                 | 98ft (29.8m)  | 206명    |
| 이트리니아르드비크     | 0ft (0m)      | 4606명   |

- '해발고도' 항목의 단위 ft옆에 표시된 m값은 ft값의 근사치로 소수점 이하 한 자리 수까지 표기하였으며 ft값을 m값으로 환산했을 때의 수치는 버림을 하였다.(62ft → 18.8976...m → 18.8m)

## 인구
귀들브링귀시슬라에는 255,604명의 사람이 살고 있으며 1,216km2이나 되는 지역에 흩어져서 살고 있다. 인구밀도는 1km2당 210.20명이다.